# Саймон Тетгем
Саймон Тетгем (англ. Simon Tatham) — англійський професійний програміст та розробник вільного програмного забезпечення. Народився 3 травня 1977 року.
Широко відомий як творець та розробник популярної програми PuTTY — вільно поширюваного клієнта для протоколів SSH, Telnet, rlogin та чистого TCP для Win32 і Unix.
Є автором есе «Як ефективно повідомляти про помилки», що є достатньо відомим серед програмістів та бета-тестерів. Стаття була написана в 1999 році та опублікована під ліцензією OpenContent. Від того часу була переведена на велику кількість мов (на офіційному сайті наявні переклади цієї статті на 13 мов світу).
Ряд розробок Саймона мають і теоретичний інтерес. Так, йому належить варіант реалізації співпрограми на Сі, з використанням незвичайної синтаксичної конструкції під назвою «пристрій Дафа».
Відомий також роботами по асемблеру NASM.
Працював в Кембриджському університеті. В наш час[коли?] працює в корпорації ARM.

## Статті
- Як ефективно повідомляти про помилки
- Coroutines in C by Simon Tatham (англ.)